# Thure
La Thure est une rivière de France et de Belgique, qui prend naissance en Belgique, traverse l'extrémité est du département du Nord et retourne dans son pays d'origine où elle conflue dans la Sambre à Solre-sur-Sambre, commune d'Erquelinnes. 

## Patrimoine
- La rivière a donné son nom à une abbaye, aujourd'hui disparue, l'abbaye de la Thure, qui se trouvait à mi-chemin entre Solre-sur-Sambre et Bersillies-l'Abbaye.

## Hydrologie
- Sa pente moyenne est de 3,9 ‰. Son bassin versant en France est de 33 km2 (sur un total de 76 km2).
- Son débit moyen, mesuré entre 1995 et 2001 à Solre-sur-Sambre, est de 1,2 m3/s. Durant cette période on a enregistré :
- Un débit annuel moyen maximal de 1,5 m3/s en 2001.
- Un débit annuel moyen minimal de 0,6 m3/s en 1996.

Source : Région Wallonne de Belgique.